# Ми не ангели, але й вони також
«Ми не ангели, але й вони також» («On n'est pas des anges… elles non plus») — французька кінокомедія 1981 року, знята режисером Мішелем Ланґом.

## Сюжет
Троє хлопців і дівчина, друзі дитинства, звикли разом розігрувати «400 трюків». Але в день, коли їхня подруга Марі-Лор закохується, троє друзів розлючуються і роблять все можливе, щоб зупинити роман.

## У ролях
- Сабіна Азема: Марі-Лор Форестьє
- П'єр Верньє: Грегуар Дермонкур
- Генрі Курсо: Ролан Лоріллу
- Жорж Беллер: Жиль
- Дуїліо Дель Прете: Вітторіо
- Марі-Анн Шазель: Клотільда Ле Важек
- Марі-Катрін Конті: Флоранс Лоріоль
- Мішель Грельє: Колетт Дермонкур
- Жак Франсуа: Жак Лоріоль
- Баша Кампарі: Труді
- Еліза Серв'є: Алісія
- Макс Монтавон: гомосексуаліст
- Анна Гаель: епізод
- Жоель Гійо: Дюверже
- Кароліна Жакен: Соланж
- Мадлен Буше: танцівниця
- Ян Бріан: епізод
- Марлен Офре: дочка Дермонкур
- Макс Аміль: директор готелю
- Жан Рено: епізод
- Люк Дельюмо: епізод
- Джорджина Даунс Павелл: епізод
- Девід Габісон: епізод
- Джилліан Ґілл: епізод
- Банні Ґоділло: епізод
- Таміла Мезбах: епізод
- Анн Серар: епізод
- Верена Штеффен: епізод
- Франсуа Берлеан: епізод
- Ізабель Мерґо: епізод

## Знімальна група
- Режисер: Мішель Ланґ
- Сценарій: Мішель Ланґ
- Оператор: Даніель Годрі
- Продюсер: Ален Пуаре
- Композитор: Мор Шуман
- Художник: Жан-Клод Галлуен
- Монтаж: Елен Племянніков